# Una lettera all'alba
Una lettera all'alba è un film del 1948 diretto da Giorgio Bianchi

## Trama
Un uomo si ritrova improvvisamente padre di un figlio del quale ignorava l'esistenza. Le sorprese non finiscono; scopre anche che è uno spacciatore di cocaina. Conduce indagini per proprio conto, individua chi fornisce il materiale e riesce ad allontanare il figlio acquisito da quella frequentazione pericolosa. Un giorno il fornitore di droga viene trovato morto e tutti i sospetti ricadono sul giovane. Il padre, grazie anche all'abilità oratoria dell'avvocato difensore, riuscirà a scagionarlo.

## Distribuzione
Iscritto al Pubblico registro cinematografico con il n. 713, il film ottenne il visto di censura n. 4.635 del 4 ottobre 1948 con una lunghezza della pellicola accertata di 2.680 metri.
Il film, considerato disperso da molti anni, venne restaurato dalla Cineteca Nazionale e presentato nel 2008 alla 65ª Mostra internazionale d'arte cinematografica di Venezia nella retrospettiva "Questi fantasmi: il cinema italiano ritrovato (1946-1975)". In seguito è stato trasmesso in televisione su Rai 3. Non è stato ancora pubblicato in DVD.

## Accoglienza

### Incassi
Incassò 125.000.000 di lire dell'epoca.